# Байматов, Азамат Асилбекович
Азамат Асилбекович Байматов (род. 3 декабря 1989, Ош) — киргизский футболист и тренер. Играл на позиции защитника, являлся капитаном сборной Кыргызстана. С 2025 года — ассистент главного тренера в сборной Кыргызстана (до 20 лет).

## Клубная карьера
Начинал свою карьеру в Кыргызстане. В 2009 году защитник перебрался играть в Латвию. В состав «Вентспилс» Байматов становился призёром чемпионата страны. Сезон-2011/12 футболист провёл в России, защищал цвета клуба ФНЛ «Сибирь» (Новосибирск). После вернулся на родину в «Дордой».
В 2015—2017 годах выступал за клубы Бахрейна, а в 2018 году — за индонезийский клуб «Борнео».
В 2010 и в 2012 годах Байматов признавался лучшим футболистом Кыргызстана.
Завершил карьеру футболиста в ноябре 2024 года.

## Карьера в сборной
Выступал за олимпийскую сборную Кыргызстана, в её составе дважды принимал участие в Азиатских играх. В 2010 году провёл два матча, а в 2014 году, будучи в качестве одного из трёх футболистов старше 23 лет, сыграл 3 матча и забил один гол.
За национальную сборную Кыргызстана выступает с 2010 года. Не смог принять участие в Кубке Азии 2019 года из-за травмы.

## Тренерская карьера
С 2025 года — ассистент Сергея Пучкова в сборной Кыргызстана (до 20 лет).

## Достижения
- Чемпион Кыргызстана (3): 2008, 2011, 2012.
- Обладатель Кубка Кыргызстана (2): 2008, 2012
- Серебряный призёр чемпионата Кыргызстана (2): 2013
- Серебряный призёр Латвии: 2009
- Финалист Кубка президента АФК (2): 2008, 2010

## Награды
- Медаль «Данк» (24 января 2019)[4]